# Ryo Odajima
Ryo Odajima (小田島 怜 Odajima Ryo?), född 10 juni 1996 i Tokyo prefektur, är en japansk fotbollsspelare.
Odajima började sin karriär 2019 i SC Sagamihara.